# Хяку-моногатари
Хяку моногатари кайданкай (яп. 百物語怪談会 — Hyakumonogatari Kaidankai, или «Собрание ста рассказчиков историй о сверхъестественном») — салонная игра, популярная в Период Эдо в Японии.

## Игровой процесс

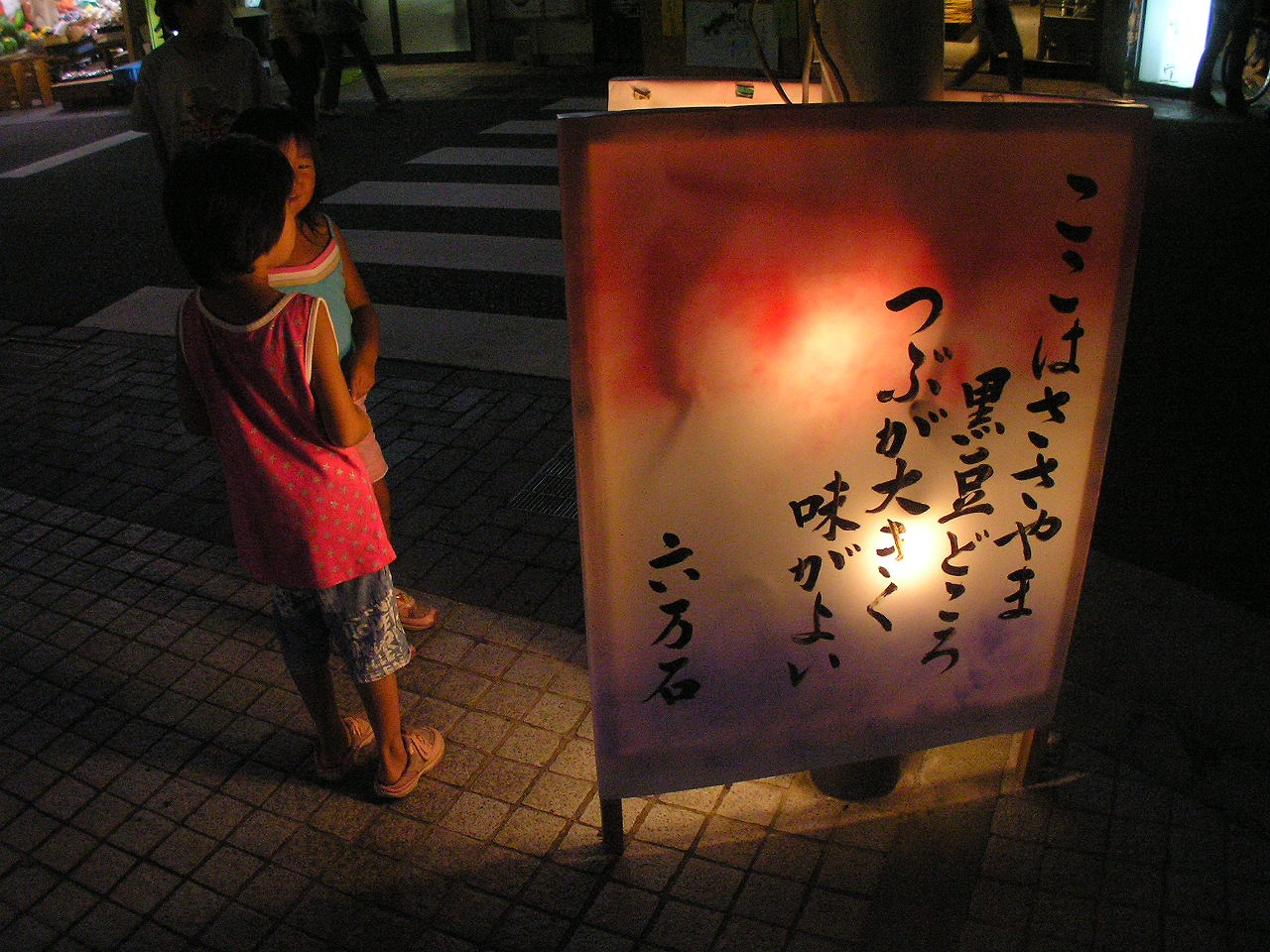
Андон — бумажный фонарь, используемый для игры

Игра проводилась ночью (обычно в полночь) в помещении и заключалась в рассказывании 100 страшных историй, известных как кайданы. Перед началом игры зажигалось 100 свечей (по другим сведениям — 100 фонарей, обернутых синей бумагой), всё оружие пряталось. Когда каждый из ста рассказчиков завершал свою историю о собственном опыте встречи со сверхъестественным, он задувал свечу. По мере того, как комната становилась всё темнее, участники игры переходили ко всё более страшным историям. После того, как был рассказан последний кайдан, затухала последняя свеча, и комната погружалась в полную темноту. Японцы верили, что в этот момент комната привлекала не менее сотни духов, либо появлялось чудовище или случалось что-то странное, сверхъестественное.

## История
Период Эдо (1603—1867) в Японии считается золотым веком кайдана, в ту эпоху многие известные авторы писали в этом жанре. Кайданы обычно основывались на нравоучительных буддистских историях или народных легендах, но могли также иметь китайское происхождение либо сочиняться специально для игры.
Одно из первых подробных описаний игрового процесса датируется 1718 годом. Время наибольшей популярности игры пришлось на период Эдо, который Токугава назвал «периодом мира», поскольку он ознаменовал собой конец продолжительных войн. Игра стала популярной, в частности, среди самураев (которым после войны давали административные должности), любивших проводить жаркие летние вечера подобным способом. Игру также считают одним из обычаев, позволяющих развивать смелость у молодого поколения (другим подобным обычаем является, к примеру, ночной поход на кладбище). Необычайная популярность этой игры (вместе с изобретением новой технологии печати в XVII веке) привела к тому, что истории о сверхъестественном стали собирать со всех уголков Японии, более поздние японские писатели стали создавать антологии народных легенд.
В эту игру играют и сейчас, она всё еще носит своё первоначальное название. В современной версии этой игры каждый участник приносит свечу и занимает заранее определённое место. Наиболее подходящими местами для проведения сеанса считаются нежилые, покинутые или просто страшно выглядящие места. В эту игру принято играть в августе или сентябре (хотя сеансы могут проводить и на протяжении всех летних месяцев).